# Extrême gauche en Italie
L’extrême gauche, révolutionnaire et anticapitaliste, apparaît dans la vie politique italienne au tournant du XXe siècle, après l'apparition des mouvements contestataires, situés à gauche du Parti socialiste italien (1892), et notamment l'anarchisme et certaines formes de socialisme, comme l'anarcho-communisme, l'anarcho-syndicalisme et l'anarchisme socialiste.

## Histoire
Dès la fin du XIXe siècle apparaissent en Italie des mouvements ultra-progressistes, opposés aussi bien à la Droite historique qu'à la Gauche historique qu'ils considèrent trop modérée. Ces mouvements se réuniront pendant quelques décennies au sein de l'Extrême gauche historique qui comptera jusqu'à 82 députés en 1897. Ses principaux dirigeants seront Agostino Bertani, Felice Cavallotti et Ettore Sacchi.
Après le congrès de Livourne (1921), et l'apparition du Parti communiste italien, elle se situe à la gauche de ce dernier et souvent en opposition frontale et inconciliable. Elle a parfois été proche de formes d'activisme, voire de terrorisme, comme les Brigades rouges. Tous ces mouvements prolifèrent après 1968. Ce n'est qu'après la mort d'Aldo Moro en 1978, avec la naissance de Démocratie prolétaire qui en a longtemps été le plus important représentant, que la quasi-totalité des mouvements d'extrême gauche renoncent à toute forme de violence, avec l'épisode tardif mais mineur des Nouvelles Brigades rouges au tournant du XXIe siècle. La plupart des mouvements qui avaient eu leur importance, critique, médiatique et même électorale, finissent par disparaître peu à peu de la scène politique italienne, notamment après l'opération Mani pulite et le bouleversement profond qui en a résulté.
Dans un contexte politique très différent de ce qu'il était dans les années 1970, seul le Parti communiste des travailleurs peut aujourd'hui relever de cette catégorie politique, ainsi que quelques groupuscules auxquels il est possible de joindre la Gauche critique, dissidence de Refondation communiste en 2007 mais qui ne s'est pas présentée aux élections générales italiennes de 2013.

### Principales organisations d'extrême gaucheenItalie

#### XXesiècle
- Unione Sindacale Italiana (1912-)
- Fédération anarchiste italienne (1945-)
- Lotta continua (1969-1976)
- Potere operaio (1969-1974)
- Avanguardia Operaia (1968-1978)
- Il Manifesto (1969-1978)
- Brigades rouges
- Parti d'unité prolétarienne (1972-1974)
- Parti d'unité prolétarienne pour le communisme (1974-1984)
- Prima Linea (1976-1981)
- Démocratie prolétarienne (1978-1991)
- Federazione dei Comunisti Anarchici (1985-)[1]
- Confederazione Italiana di Base Unicobas (1990-)

#### XXIesiècle
- Parti communiste des travailleurs (2006-), parti trotskiste.
- Gauche critique (2007-), dissidence de gauche de Refondation communiste et section italienne de la IVe Internationale.
- Fédération anarchiste informelle (2007-)
- Pouvoir au peuple ! (2018-)